# Тувалу на летних Олимпийских играх 2024
Тувалу планирует принять участие в летних Олимпийских играх 2024 года в Париже, Франция, с 26 июля по 11 августа 2024 года. Их участие станет пятым выступлением подряд на летних Олимпийских играх с момента их дебюта в 2008 году.

## Квалификация
| № п/п | Вид спорта      | Мужчины | Женщины | Всего |
| ----- | --------------- | ------- | ------- | ----- |
| 1     | Лёгкая атлетика | 1       | 1       | 2     |

## Состав команды
Лёгкая атлетика
1. Карало Майбука[англ.]
2. Темалини Манатоа

## Атлеты

### Легкая атлетика
| Спортсмен        | Дисциплина         | Забеги    | Забеги | Утеш. забеги           | Утеш. забеги           | Полуфиналы             | Полуфиналы             | Финал                  | Финал                  |
| Спортсмен        | Дисциплина         | Результат | Место  | Результат              | Место                  | Результат              | Место                  | Результат              | Место                  |
| ---------------- | ------------------ | --------- | ------ | ---------------------- | ---------------------- | ---------------------- | ---------------------- | ---------------------- | ---------------------- |
| Карало Майбука   | 100 м среди мужчин | 11.30     | 8      | не прошел квалификацию | не прошел квалификацию | не прошел квалификацию | не прошел квалификацию | не прошел квалификацию | не прошел квалификацию |
| Темалини Манатоа | 100 м среди женщин | 14.04     | 8      | не прошла квалификацию | не прошла квалификацию | не прошла квалификацию | не прошла квалификацию | не прошла квалификацию | не прошла квалификацию |